# Long Lawford
Long Lawford – wieś w Anglii, w hrabstwie Warwickshire, w dystrykcie Rugby. Leży 23 km na północny wschód od miasta Warwick i 127 km na północny zachód od Londynu. W 2001 miejscowość liczyła 2831 mieszkańców.